# Jebe
Jebe (哲别) (? - oko 1224.) je bio jedan od najvećih generala Džingis-kana. Njegov klan Besud je pripadao plemenu Taichud, koje je u vrijeme Džingis-kana bilo pod vodstvom Targudaia Khiriltuga. Jebe je bio jedna od legendarnih Džingis-kanovih "psa rata".